# (9072) 1993 RX3
(9072) 1993 RX3 est un objet de la ceinture principale extérieure de 24,454 km de diamètre découvert en 1993.

## Description
(9072) 1993 RX3 a été découvert le 12 septembre 1993 à l'observatoire Palomar, situé au nord de San Diego en Californie, par le programme Palomar Planet Crossing Asteroid Survey (PCAS).

### Caractéristiques orbitales
L'orbite de cet astéroïde est caractérisée par un demi-grand axe de 3,21 UA, un périhélie de 2,96 UA, une excentricité de 0,08 et une inclinaison de 15,23° par rapport à l'écliptique. Du fait de ces caractéristiques, à savoir un demi-grand axe entre 3,2 et 4,6 UA, il est classé, selon la JPL Small-Body Database, comme objet de la ceinture principale extérieure.

### Caractéristiques physiques
(9072) 1993 RX3 a une magnitude absolue (H) de 11,8 et un albédo estimé à 0,085, ce qui permet de calculer un diamètre de 24,454 km. Ces résultats ont été obtenus grâce aux observations du Wide-field Infrared Survey Explorer (WISE), un télescope spatial américain mis en orbite en 2009 et observant l'ensemble du ciel dans l'infrarouge, et publiés en 2014 dans un article présentant les résultats concernant 2 835 astéroïdes de la ceinture principale.